# Xylocopa orthogonaspis
Xylocopa orthogonaspis là một loài Hymenoptera trong họ Apidae. Loài này được Moure mô tả khoa học năm 2003.